# Joris Baart
Pour les articles homonymes, voir Baart.
Joris Baart, né le 24 avril 1992 à Geleen, est un handballeur international néerlandais.

## Biographie
Joris Baart effectue tout le début de sa carrière chez lui, aux Pays-Bas. Il commence le handball dans sa ville natale en 1998 au V&L Handbal Geleen, à six ans, qui fusionne pour donner l'OCI Limburg Lions Geleen en 2008.
Il évolue plusieurs saisons à l'OCI Lions et y dispute à plusieurs reprises la Coupe d'Europe,. Il est élu meilleur arrière droit de la BeNe League 2014-2015, récompense qu'il reçoit une seconde fois en 2017.
Il suit une formation en physiothérapie en même temps que son parcours de joueur. Il travaille 32 heures par semaine dans ce domaine lors de la saison 2016-2017 tout en terminant sa thèse. Pour cette raison, il refuse des avances de clubs suédois lors de l'été précédent.
Avec les Lions, Baart remporte deux fois le championnat national, deux fois la coupe nationale, une fois la Supercoupe et une fois la BeNe league.

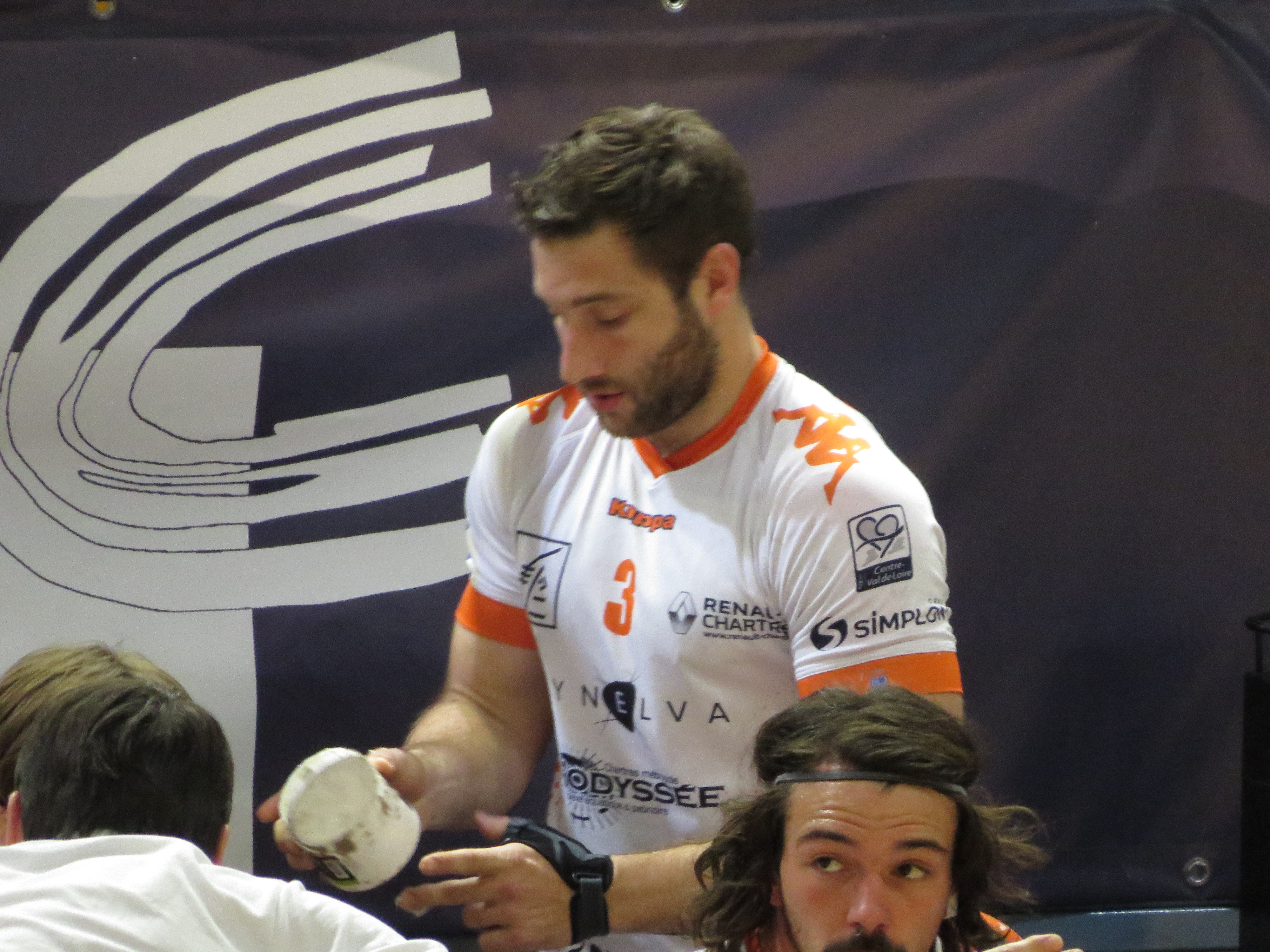
Baart est en concurrence avec le capitaine Alric Monnier à Chartres.

En 2017, il connaît sa première expérience à l'étranger en s'engageant pour deux saisons avec le Chartres MHB 28. « On l'a découvert un peu par hasard, raconte Jérémy Roussel, le coach chartrain. À la base, on se renseignait sur un pivot néerlandais, et en regardant des matches, on est tombé sur Joris. Il est jeune, il a une force de frappe de loin, et a encore un potentiel de progression important ». Il partage le poste d'arrière droit avec le capitaine Alric Monnier et le Chilien Rodrigo Salinas Muñoz. Au CMHB, il a la possibilité de pratiquer la physiothérapie quelques heures par semaine tout en signant son premier contrat de joueur professionnel (semi-pro auparavant),.
Mais l'expérience tourne court. Début février 2018, l’arrière droit néerlandais quitte l’équipe de Jérémy Roussel. Sa première partie de saison en Proligue étant bien loin des attentes initiales, avec seulement quatorze buts inscrits en treize rencontres de championnat, le club et le joueur de 25 ans décident de mettre un terme au contrat qui les liait d’un commun accord et avec effet immédiat. « Engagé initialement jusqu’en juin 2019, et malgré des efforts constants, Joris n’a pas réussi à s’adapter autant que le club n’a pu l’intégrer sportivement » explique le club dans un communiqué de presse.
Il retrouve alors les OCI Lions.

### En équipe nationale
Joris Baart connaît vingt sélection en équipe jeunes néerlandaise.
Lors de sa signature à Chartres, Baart compte une vingtaine de sélections nationales. Il dispute notamment les derniers matches de qualifications à l'Euro 2018 avec les Pays-Bas, face au Danemark et la Hongrie.

## Palmarès
- BeNe league (1)
  - Champion : 2015
  - Deuxième : 2014, 2016 et 2017

- Championnat des Pays-Bas (2) 
  - Champion : 2015 et 2016
  - Deuxième : 2011, 2012, 2013 et 2014

- Coupe de Pays-Bas  (2)
  - Champion : 2015 et 2016
  - Deuxième : 2013 et 2014